# Leonard Talmy
Leonard Talmy est un professeur de linguistique et de philosophie à l'Université d'État de New York à Buffalo. Depuis 1990, il y est Directeur du Centre de Science Cognitive.
Leonard Talmy est surtout connu pour son travail de pionnier en linguistique cognitive, plus particulièrement sur la relation entre structures sémantiques et formelles, et les connexions entre typologies sémantiques et universaux. Il est aussi spécialiste du yiddish et des langues amérindiennes des États-Unis, comme l'atsugewi.

#### Livres
- Toward a Cognitive Semantics, MIT Press, 2000, 2 volumes  (ISBN 0-262-70096-4),  (ISBN 0-262-70097-2),  (ISBN 0-262-70098-0)  — Le texte de ce livre, ainsi que l'essentiel de ses articles publiés, sont disponibles sur la page de l'auteur.

#### Articles publiés
- « The Relation of Grammar to Cognition »
- « Force Dynamics in Language and Cognition »
- « How Language Structures Space »"
- « Fictive Motion in Language and 'Ception' »
- « Lexicalization Patterns »
- « The Representation of Spatial Structure in Spoken and Signed Languages: a Neural Model »
- « Recombinance in the Evolution of Language »

### Sources
- (en) Cet article est partiellement ou en totalité issu de l’article de Wikipédia en anglais intitulé « Leonard Talmy » (voir la liste des auteurs).